# Exchange ActiveSync
 Exchange ActiveSync là một giao thức sở hữu độc quyền được thiết kế để đồng bộ hóa email, danh bạ, lịch, nhiệm vụ và ghi chú từ một máy chủ thư điện tử đến một điện thoại thông minh hoặc các thiết bị di động khác. Giao thức này cũng cung cấp việc quản lý thiết bị di động và áp dụng Group Policy. Giao thức này dựa vào XML. Thiết bị di động truyền thông qua HTTP hoặc HTTPS.